# Saillance motivationnelle
La saillance motivationnelle est un processus cognitif et une forme d'attention qui motive ou propulse le comportement d'un individu vers ou loin d'un objet particulier, d'un événement ou d'un résultat perçu. La saillance motivationnelle régule l'intensité des comportements qui facilitent la réalisation d'un objectif particulier, la quantité de temps et d'énergie qu'un individu est prêt à consacrer pour atteindre un objectif particulier, et la quantité de risque qu'un individu est prêt à accepter tout en travaillant pour atteindre un objectif particulier.
La saillance motivationnelle est composée de deux processus qui se définissent par leurs effets attractifs ou aversifs sur le comportement d'un individu par rapport à un stimulus particulier : la saillance incitative et la saillance aversive. La saillance incitative est la forme attractive de saillance motivationnelle qui provoque un comportement d'approche et est associée à un renforcement opérant, à des résultats souhaitables et à des stimuli agréables,. La saillance aversive est la forme aversive de saillance motivationnelle qui provoque un comportement d'évitement et est associée à une punition opérante, à des résultats indésirables et à des stimuli désagréables.

## Saillance incitative
La saillance incitative est un processus cognitif qui confère à un stimulus gratifiant un attribut «désir» ou «envie», qui comprend une composante motivationnelle,. La récompense est la propriété attractive et motivante d'un stimulus qui induit un comportement appétitif - également connu sous le nom de comportement d'approche - et un comportement de consommation. Le «désir» de la saillance incitative diffère du «goût» (ou plaisir) dans le sens où le goût est le plaisir qui est immédiatement obtenu de l'acquisition ou de la consommation d'un stimulus gratifiant ; le «désir» de saillance incitative sert à la qualité d'«aimant motivationnel» à un stimulus gratifiant qui en fait un objectif souhaitable et attrayant, le transformant d'une simple expérience sensorielle en quelque chose qui attire l'attention, induit une approche, et provoque la recherche.
La saillance incitative est régulée par un certain nombre de structures cérébrales, mais elle est attribuée aux stimuli par une région du striatum ventral appelée la partie ventrale du noyau accumbens,,. La saillance incitative est principalement régulée par la neurotransmission de la dopamine dans la projection mésocorticolimbique, mais l'activité d'autres voies dopaminergiques et de centres du plaisir (par exemple, le pallidum ventral) modulent également la saillance incitative,,,.

## Signification clinique

### Dépendance
L'attribution de la saillance incitative aux stimuli est dérégulée dans la dépendance,,. Les drogues addictives sont intrinsèquement gratifiantes (c.-à-d. agréables) et fonctionnent donc comme les principaux renforçateurs positifs de la poursuite de la consommation de drogues qui ont une saillance incitative,. Au cours du développement d'une dépendance, l'association répétée de stimuli autrement neutres et même non gratifiants à la consommation de drogue déclenche un processus d'apprentissage associatif qui fait que ces stimuli auparavant neutres agissent comme des renforçateurs positifs conditionnés de la toxicomanie (c'est-à-dire que ces stimuli commencent à fonctionner comme des signaux de drogue ). En tant que renforçateurs positifs conditionnés de la consommation de drogues, ces stimuli auparavant neutres se voient attribuer une saillance incitative (qui se manifeste par une envie) - parfois à des niveaux pathologiquement élevés en raison de la sensibilisation aux récompenses   - qui peut être transféré au renforçateur primaire (par exemple, l'utilisation d'une drogue provoquant une dépendance) avec lequel il a été initialement associé. Ainsi, si un individu reste abstinent à consommer de la drogue pendant un certain temps et rencontre l'un de ces indices, une envie de drogue associée peut réapparaître. Par exemple, les agences de lutte contre la drogue utilisaient auparavant des affiches avec des images d'accessoires de drogue pour montrer les dangers de la consommation de drogues. Cependant, de telles affiches ne sont plus utilisées en raison des effets de la saillance incitative en provoquant une rechute à la vue des stimuli illustrés dans les affiches. [réf. nécessaire]
Dans la dépendance, le «goût» (plaisir ou valeur hédonique ) d'une drogue ou d'un autre stimulus se dissocie du «désir» (c'est-à-dire le désir ou l'envie) en raison de la sensibilisation de la saillance incitative. En fait, si la saillance incitative associée à la prise de drogue s'amplifie pathologiquement, l'utilisateur peut vouloir de plus en plus le médicament tout en l'aimant de moins en moins à mesure que la tolérance se développe aux effets agréables du médicament.

## Neuropsychopharmacologie

### Psychostimulants dopaminergiques
L'amphétamine améliore la saillance des tâches (motivation à effectuer une tâche) et augmente l'excitation (éveil), favorisant à son tour un comportement axé sur les objectifs,. Les effets renforçateurs et motivants favorisant la saillance de l'amphétamine sont principalement dus à une activité dopaminergique accrue dans la voie mésolimbique.

## Voir également
- Conditionnement
- Dopamine
- Kent C. Berridge
- Plaisir
- Système de récompense